# Incidente del Northrop Grumman E-11 dell'USAF del 2020
Il 27 gennaio 2020, un Northrop Grumman E-11A della United States Air Force è precipitato nel distretto di Dih Yak, nella provincia di Ghazni, in Afghanistan. Due persone a bordo sono rimaste uccise, che secondo fonti militari statunitensi comprendevano l'intero equipaggio. Con il ritiro completo delle forze statunitensi dall'Afghanistan nell'agosto 2021, questo è stato l'ultimo incidente aereo fatale riconosciuto dagli Stati Uniti durante la guerra in Afghanistan.

## L'aereo
Il velivolo coinvolto era un Bombardier Global Express allestito dalla Northrop Grumman come E-11A dell'aeronautica militare degli Stati Uniti. Il video della scena dell'incidente mostra che il numero di serie dell'aereo era 11-9358, numero di serie 9358. Aveva volato per la prima volta nel 2009. Il velivolo era utilizzato dal 430th Expeditionary Electronic Combat Squadron nel ruolo di Battlefield Airborne Communications Node. L'aereo coinvolto nell'incidente era uno di soli quattro esemplari in dotazione all'Aeronautica Militare degli Stati Uniti.

## L'incidente
L'aereo è precipitato alle 13:10 ora locale (08:40 UTC) nel distretto di Dih Yak. Provincia di Ghazni, Afghanistan. Il luogo dello schianto si trova a 130 chilometri a sud-ovest di Kabul, vicino al villaggio di Sado Khelo. Voice of America ha dichiarato che tutte e cinque le persone a bordo erano rimaste uccise. Il Dipartimento della Difesa degli Stati Uniti ha confermato che solo due vittime erano state recuperate sul luogo dello schianto. Due afghani del posto sono morti a terra a causa dell'impatto con il velivolo.
Inizialmente era stato riferito che si trattava di un aereo della Ariana Afghan Airlines, ma la compagnia aerea ha poi escluso questa possibilità, affermando che tutti i suoi voli stavano proseguendo correttamente. Un portavoce delle forze armate degli Stati Uniti ha confermato l'identità dell'aereo coinvolto nell'incidente, avvenuto in un'area controllata dai Talebani. Un portavoce dei Talebani ha dichiarato ad Al-Arabiyah che le milizie talebane avevano abbattuto l'aereo uccidendo tutte le persone a bordo, compresi alti funzionari. Tuttavia, queste notizie non sono state confermate. Le notizie diffuse dai media statali affiliati sia all'Iran che alla Russia suggerivano che il capo delle operazioni in Iran della Central Intelligence Agency, Michael D'Andrea, era rimasto ucciso nell'incidente. Anche queste notizie non sono state confermate e la CIA non ha confermato né smentito la presenza di suoi ufficiali a bordo dell'aereo precipitato.
Il 29 gennaio 2020, fonti del Pentagono hanno identificato i piloti rimasti uccisi nell'incidente come il 46enne tenente colonnello Paul K. Voss di Yigo, Guam (che aveva prestato servizio nell'aeronautica statunitense per 25 anni) e il 30enne capitano Ryan S. Phaneuf di Hudson, New Hampshire (che aveva prestato servizio nell'aeronautica statunitense per otto anni).

## Le indagini
Le autorità militari americane hanno aperto un'inchiesta sull'incidente. Il registratore dei dati di volo dell'aereo è stato recuperato.
L'inchiesta ha concluso che l'incidente è stato causato dalla rottura della pala della turbina del motore sinistro, aggravata da un errore del pilota. L'equipaggio ha sbagliato a identificare il motore in avaria, interrompendo erroneamente l'alimentazione del motore destro, quello funzionante. L'incapacità di riavviare il motore corretto in volo e il tentativo di tornare alla base aerea di Kandahar hanno contribuito in modo sostanziale all'incidente. Senza motori funzionanti, l'aereo non aveva l'altitudine e la velocità necessarie per planare verso la base più vicina, costringendo i piloti a effettuare un atterraggio di emergenza sul terreno innevato, che si è rivelato troppo accidentato.